# Грязнов, Феодосий Николаевич
Феодо́сий Никола́евич Грязно́в (бел. Феадосій Мікалаевіч Гразноў) (1905 — 1988) — советский дипломат. Постоянный представитель Белорусской ССР при ООН (1958-1961).

## Биография
С 1939 года на дипломатические службе. Образование высшее. Владел английским и немецким языками.
В 1943 году — старший референт III Европейского отдела НКИД СССР.
В 1943—1944 годах — первый секретарь миссии СССР в Болгарии.
В 1944—1946 годах — ответственный секретарь III Европейского отдела НКИД СССР.
В 1946—1948 годах — первый секретарь Отдела балканских стран МИД СССР.
В 1948—1949 годах — помощник заведующего Отделом балканских стран МИД СССР.
В 1949—1953 годах — советник Посольства СССР в Болгарии.
В 1953—1957 годах — советник Посольства СССР в Югославии.
В 1957—1958 годах — советник V Европейского отдела МИД СССР.
В 1958—1961 годах — постоянный представитель Белорусской ССР при ООН.
17 сентября 1958 года вручил верительные грамоты генеральному секретарю ООН Даг Хаммаршельд.
В августе 1959 года постоянный представитель БССР при ООН выступил с отчетом. Он напомнил, что во втором комитете белорусская делегация выступила с проектом резолюции в отношении иностранных комиссий в слаборазвитых странах. Это предложение не прошло, но, по оценке Ф. Н. Грязнова, «польза от его внесения, несомненно, была»
В 1961—1970 годах — советник Управления внешнеполитической информации по резерву МИД СССР.

## Награды
- Орден Отечественной войны II степени (1985).
- Орден «Знак Почёта» (1945).
- Медаль «За победу над Германией в Великой Отечественной войне 1941—1945 гг.».
- Медаль «За доблестный труд в Великой Отечественной войне 1941—1945 гг.».
- Медаль «За трудовую доблесть»[4].